# Menhir de Lanvenael
Le menhir de Lanveanel est un menhir situé sur la commune de Plomeur, dans le département du Finistère en France.

## Historique
Le site a été fouillé par Paul du Châtellier vers 1880. Il est classé au titre des monuments historiques par arrêté du 3 mars 1923.

## Description
Le menhir mesure 4,70 m de haut sur 2,70 m de large et 0,75 m d'épaisseur. Il est de forme ovoïde. 
Une hache en diorite brisée, des tessons de poterie attribués au Campaniforme, des silex, des fragments de meule et des ossements de chevaux furent découverts dans une épaisse couche de cendre au pied du menhir.

## Annexe